# 338P/McNaught
338P/McNaught, komet Jupiterove obitelji. 